# دیوار شهر ویزبه
دیوار شهر ویزبه (سوئدی: Visby ringmur، به معنی «دیوار حلقه‌ای ویزبه») یک دیوار دفاعی قرون وسطایی است که شهر ویزبه در جزیره گوتلاند را احاطه کرده است. این دیوار به عنوان نیرومندترین، گسترده‌ترین و سالم‌ترین دیوار شهری قرون وسطایی در اسکاندیناوی، بخش مهم و جدایی‌ناپذیری از میراث جهانی ویزبه را تشکیل می‌دهد.
این دیوار در دو مرحله در سده‌های سیزدهم و چهاردهم میلادی ساخته شد و ۳٫۴۴ کیلومتر (۲٫۱۴ مایل) از ۳٫۶ کیلومتر (۲٫۲ مایل) اصلی دیوار باقی است. از ۲۹ برج بزرگ و ۲۲ برج کوچک نیز، ۲۷ برج بزرگ و ۹ برج کوچک باقی مانده‌اند. برخی از خانه‌های قدیمی‌تر از دیوار، در طول یکی از دو فاز ساخت‌وساز به دیوار گنجانیده شده‌اند. در طول سدهٔ هجدهم، استحکاماتی در چندین مکان به دیوار افزوده شد و برخی از برج‌ها برای جا دادن توپ‌ها بازسازی شدند.

### کتابشناسی
- Falck, Waldemar (2000). A cultural and historical walk around Visby town wall: world heritage site (First English ed.). Visby: Gotlands fornsal. ISBN 91-88036-37-5. الگو:LIBRIS.
- Falck, Waldemar (1994). Visbys stadsmur: en kulturhistorisk vandring [Visby city wall: a historical walk] (به سوئدی) (1 ed.). Stockholm: Swedish National Heritage Board. ISBN 91-7192-924-X. الگو:LIBRIS.
- Hildebrand, Hans; Haglund, Robert (1893). Wisby och dess minnesmärken [Wisby and its sights] (به سوئدی). Stockholm: Wahlström & Widstrand. الگو:LIBRIS.
- Janse, Otto; Svahnström, Gunnar (1984). Visby stadsmur [The town walls of Visby]. Svenska fornminnesplatser (به سوئدی) (5th revised ed.). Stockholm: Swedish National Heritage Board. ISBN 91-7192-618-6. الگو:LIBRIS.
- Leistikow, Dankwart (2000). "The town walls of Visby (Gotland/Sweden)". The Town Walls in the Middle Ages: 81–85. الگو:LIBRIS.